# فريد عبدي
فريد عبدي (28 أغسطس 1977 بفيروز آباد في إيران - ) هو لاعب كرة قدم إيراني في مركز الهجوم. لعب مع نادي برق شيراز ونادي راه آهن ونادي نساجي مازندران.